# دنی فیدر
دنی فیدر (انگلیسی: Danny Fütterer؛ زادهٔ ۲۸ اوت ۱۹۷۵) بازیکن فوتبال اهل آلمان است.
از باشگاه‌هایی که در آن بازی کرده‌است می‌توان به باشگاه ورزشی وردر برمن اشاره کرد.